# Naoki Wako
Naoki Wako (喜田 陽?, Wako Naoki; Toride, 26 novembre 1989) è un ex calciatore giapponese, di ruolo difensore.

## Carriera
Il 25 febbraio 2018, debutta in J2 League con la maglia dell'Avispa Fukuoka.

## Palmarès

### Club

#### Competizioni internazionali
- Coppa Suruga Bank: 1

Kashiwa Reysol: 2014